# South Wallins
South Wallins és una concentració de població designada pel cens dels Estats Units a l'estat de Kentucky. Segons el cens del 2000 tenia 996 habitants.

## Demografia
Segons el cens del 2000, South Wallins tenia 996 habitants, 405 habitatges, i 287 famílies. La densitat de població era de 61,1 habitants/km².
Dels 405 habitatges en un 33,6% hi vivien nens de menys de 18 anys, en un 55,3% hi vivien parelles casades, en un 13,8% dones solteres, i en un 28,9% no eren unitats familiars. En el 26,7% dels habitatges hi vivien persones soles el 14,3% de les quals corresponia a persones de 65 anys o més que vivien soles. El nombre mitjà de persones vivint en cada habitatge era de 2,46 i el nombre mitjà de persones que vivien en cada família era de 2,98.
Per edats la població es repartia de la següent manera: un 26,1% tenia menys de 18 anys, un 7,4% entre 18 i 24, un 27,4% entre 25 i 44, un 24,1% de 45 a 60 i un 15% 65 anys o més.
L'edat mediana era de 38 anys. Per cada 100 dones de 18 o més anys hi havia 81,3 homes.
La renda mediana per habitatge era de 19.650 $ i la renda mediana per família de 23.083 $. Els homes tenien una renda mediana de 30.417 $ mentre que les dones 18.906 $. La renda per capita de la població era de 9.357 $. Entorn del 32,6% de les famílies i el 36,7% de la població estaven per davall del llindar de pobresa.

## Poblacions més properes
El següent diagrama mostra les poblacions més properes.